# Ważki równoskrzydłe

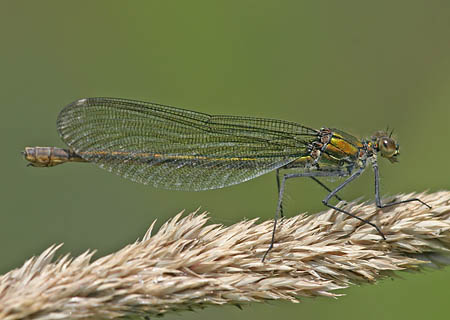
Świtezianka błyszcząca (Calopteryx splendens)

Ważki równoskrzydłe (Zygoptera) – podrząd owadów z rzędu ważek (Odonata).

## Charakterystyka
Charakteryzują się długim i szczupłym ciałem, a także tym, że obie pary ich skrzydeł mają podobny kształt i rozmiar oraz są mocno zwężone u nasady. Kiedy ważki te odpoczywają, składają skrzydła nad odwłokiem (u pałątkowatych pozostają lekko rozchylone). Mają zdolność poruszania nimi w różnych płaszczyznach, co daje im duże zdolności manewrowania, ale sprawia, że ich lot jest relatywnie słaby.
Na przedzie ciała mają dwoje półkolistych oczu, rozsuniętych dość szeroko od siebie (na odległość większą, niż szerokość oka), na końcu zaś – dwie pary przydatków analnych (paraprokty i cerci) oraz kompletne pokładełko u samic.
Ich larwy są długie i wąskie. Oddychają trzema wąskimi skrzelotchawkami o lekko spiczastym kształcie, umieszczonymi na końcu odwłoka, oraz jelitem tylnym.
Polują nie tylko w locie na owady latające, ale mogą też chodzić po roślinach i zjadać mszyce czy pająki.

## Systematyka
Do ważek równoskrzydłych zaliczane są następujące rodziny:
- Nadrodzina Lestoidea

- Hemiphlebiidae
- Lestidae
- Synlestidae
- Perilestidae

- Nadrodzina Platystictoidea

- Platystictidae

- Nadrodzina Calopterygoidea

- Priscagrionidae
- Philogeniidae
- Tatocnemididae
- Pentaphlebiidae
- Protolestidae
- Mesagrionidae – jedynym przedstawicielem jest Mesagrion leucorrhinum
- Dicteriadidae
- Hypolestidae
- Heteragrionidae
- Polythoridae
- Mesopodagrionidae
- Amanipodagrionidae – jedynym przedstawicielem jest Amanipodagrion gilliesi
- Pseudolestidae – jedynym przedstawicielem jest Pseudolestes mirabilis
- Lestoideidae
- Euphaeidae
- Devadattidae
- Amphipterygidae
- Thaumatoneuridae
- Rhipidolestidae
- Philogangidae
- Philosinidae
- Argiolestidae
- Megapodagrionidae
- Calopterygidae
- Chlorocyphidae
- Rimanellidae – jedynym przedstawicielem jest Rimanella arcana
- Sciotropis – incertae sedis

- Nadrodzina Coenagrionoidea

- Isostictidae
- Platycnemididae
- Coenagrionidae

## Ważki równoskrzydłe Polski
Odonatofauna Polski reprezentowana jest przez przedstawicieli 4 rodzin:
- świteziankowate (Calopterygidae)
- łątkowate (Coenagrionidae)
- pałątkowate (Lestidae)
- pióronogowate (Platycnemididae)